# Koji Kumeta
Koji Kumeta (久米田 康治, Kumeta Koji, Yokosuka, 5 september 1967) is een Japans yonkoma mangaka. Enkele van zijn bekende werken zijn Go!! Southern Ice Hockey Club, Katte ni Kaizo en Sayonara, Zetsubo Sensei. Andere titels van zijn hand zijn √P Root Paradise, Sodatte Darling!! en The Sun's Soldier Poka Poka. Het merendeel van zijn werk werd uitgegeven in het manga tijdschrift Shonen Sunday. Tijdens de publicatie van Katte ni Kaizo stapte Kumeta echter over van Shogakukan naar Kodansha. Sinds 2014 werkt hij freelance. In 2015 tekende hij Sekkachi Hakushaku to Jikan dorobō voor Weekly Shonen Magazine.
Sayonara Zetsubo Sensei was Kumeta's eerste manga die werd verwerkt tot een anime. De reeks won de 31ste Kodansha Manga Prijs voor de categorie shonen.

## Oeuvre

### Manga
- Go!! Southern Ice Hockey Club (行け!!南国アイスホッケー部, Yuke!! Nangoku Ice Hockey-bu)
- √P Root Paradise (√P ルートパラダイス)
- Sodatte Darling!! (育ってダーリン!!)
- The Sun's Soldier Poka Poka (太陽の戦士ポカポカ, Taiyō no Senshi Poka Poka)
- Katte ni Kaizo (かってに改蔵)
- Sayonara, Zetsubou-Sensei (さよなら絶望先生)
- Joshiraku (じょしらく)
- Sekkachi Hakushaku to Jikan dorobo (せっかち伯爵と時間どろぼう)
- Studio Pulp (スタジオパルプ, Sutajio Parupu)
- Kakushigoto (かくしごと)
- Nankuru Neesan (なんくる姉さん)

### Anime
- Uchoten Kazoku (有頂天家族) (personage ontwerp)

## Assistenten
- Kenjiro Hata
- Maeda-kun (ook bekend als MAEDAX, MAEDAX G, MAEDAX Roman)

- Bibliothèque nationale de France: cb160313209 (data)
- International Standard Name Identifier: 0000 0000 6012 1307
- Library of Congress Control Number: n2010030634
- MusicBrainz: a2ba5bd7-4aac-4ec7-8547-74691b78e6eb
- Bibliotheek van het Japanse parlement: 00215944
- Nationale Bibliotheek van Israël: 987007401147105171
- Système universitaire de documentation: 25334946X
- Virtual International Authority File: 88109997
- WorldCat: E39PBJjmMrpdjqTG87FdJ47fv3